# Величие (партия)
 Вижте пояснителната страница за други значения на величие.
„Величие“ е националистическа политическа партия в България, учредена през юли 2023 г. Седалището ѝ е разположено в село Ветрино, област Варна. Партията заема популистки, евроскептични и проруски позиции.

## Лидери
- 1. Албена Пекова от 2023 – 2023
- 2. Николай Марков от 2024 – 2024
- 3. Ивелин Михайлов от 2024 – настояще[източник? (Поискан преди 25 дни)]

## Изборни резултати

### Парламентарни
| Година        | Избори           | Гласове | %     | Места    |
| ------------- | ---------------- | ------- | ----- | -------- |
| юни 2024      | Народно събрание | 99 862  | 4,65  | 13 / 240 |
| октомври 2024 | Народно събрание | 97 497  | 4,004 | 10 / 240 |

На парламентарните избори през юни 2024 ПП „Величие“ влиза в парламента, но няколко седмици по-късно парламентарната група се разпада, тъй като шестима депутати от партията я напускат.
На парламентарните избори през октомври 2024 ПП „Величие“ не влиза в парламента, като не и достигат 21 гласа за да прескочи 4-процентовата бариера. ЦИК отчита че партията е получила 97 438 гласа или 3,999 процента от общия брой на действителните бюлетини. След последвалото обжалване и продължителни спорове на 13.03.2025 г. Конституционният съд излиза с единодушно решение, че ПП „Величие“ е ощетена с 59 гласа. Реалният резултат e 97 497, със 107 гласа над преизчислената бариера и партията влиза в 51-то Народно събрание с 10 депутати.

### Европейски
| Година   | Избори        | Гласове | %    | Места  |
| -------- | ------------- | ------- | ---- | ------ |
| юни 2024 | Европарламент | 81 955  | 4,07 | 0 / 17 |

### Местни
| Година | Община  | Избори         | Гласове | %     | Места  |
| ------ | ------- | -------------- | ------- | ----- | ------ |
| 2023   | Ветрино | Общински съвет | 1 001   | 40,51 | 6 / 13 |

## История
Партия „Величие“ е учредена през юли 2023 г. от основателя на „Исторически парк“ край Варна – предприемачът Ивелин Михайлов. Тя се председателства от Албена Пекова. Партията отстоява родолюбиви и националноотговорни позиции, както и ценности за справедливост, законност и ред в обществото. 
На местните избори през 2023 г. партия „Величие“ печели 6 мандата в Общинския съвет на община Ветрино.
През май 2024 г., по време на предизборната кампания за парламентарните избори и изборите за Европейски парламент Ивелин Михайлов заявява, че за председател на партията ще бъде предложен о.з. подполковник Николай Марков. След настъпилите разногласия между тях, процедурата е спряна и Марков не е избран за председател.
На парламентарните избори през юни 2024 г. партия „Величие“ изненадващо прескача избирателната бариера от 4% и влиза в 50-то Народно събрание.

## Противоречия
На 2 юли 2024 г. Ивелин Михайлов обявява, че е заплашван от председателя на парламентарната група на „Величие“ Николай Марков. По-късно същия ден Марков обявява, че прекратява участието си във всички срещи с обществеността, организирани от партията. На 5 юли 2024 г. след поредица от неразбирателства и по инициатива на шест депутати от „Величие“ те напускат групата и тя се разпада.

## Позиции
Според Ивелин Михайлов партия „Величие“ няма желание България да излиза от НАТО и Европейския съюз, тъй като основните проблеми пред които е изправена страната ни не са свързани с членството в тези съюзи, а са вътрешни и най-вече голямата корупция у нас.
Относно Руско-украинската война от партията заявяват, че искат България да спазва неутралитет в този конфликт и са против изпращането на военна помощ за Украйна.